# 林幼玉
林幼玉（1165年—？），一作林妙玉，南宋人，淳熙元年（1174年）夏通過童子試，為開科以來首位女性應試者，四月辛酉，封孺人。時人稱其為「女神童」。
其族兄弟林公滋和林公澤亦通過童子試，時人喻良能作詩《贈神童林公滋公澤女神童幼玉》贊譽三人。